# Imperial Drag
Imperial Drag est un groupe américain de glam rock, originaire de Philadelphie, en Pennsylvanie, actif entre 1994 et 1997.

## Histoire
Imperial Drag se forme en 1994 après la séparation du groupe précédent du claviériste Roger Joseph Manning Jr, Jellyfish, avec Eric Dover, bassiste Joseph Karnes et batteur Eric Skodis. Avec Eric Dover, membre du groupe live de Jellyfish, le bassiste Joseph Karnes et le batteur Eric Skodis, le groupe sort un album éponyme en 1996 sur le label The Work Group et se classe dans le Billboard Modern Rock américain avec le single Boy or a Girl, qui atteint la 30e place cette année-là. L'image du groupe, influencée par le glam rock, ne réussit cependant pas à séduire les fans dans le sillage de l'ère grunge. L'album du groupe reçoit de mauvaises critiques et ne se vend pas bien, et le groupe se sépare en 1997. Manning se lance dans une carrière solo dans les années 2000.

## Discographie
- 1996 : Imperial Drag (The Work Group)
- 1996 : Boy or a Girl (single) (Columbia Records) (Modern Rock Tracks : no 30, UK Singles Chart : no 54[4])
- 2005 : Demos